# Hovorelus splendidus
Hovorelus splendidus är en skalbaggsart som beskrevs av Maria Helena M. Galileo och Monné 2003. Hovorelus splendidus ingår i släktet Hovorelus och familjen långhorningar. Inga underarter finns listade i Catalogue of Life.